# 8761 Crane
8761 Crane è un asteroide della fascia principale. Scoperto nel 1971, presenta un'orbita caratterizzata da un semiasse maggiore pari a 2,2420384 UA e da un'eccentricità di 0,0910739, inclinata di 3,16254° rispetto all'eclittica.